# Carl Heinrich Merck
Carl Heinrich Merck ( 1761 - 1799 ) fue un médico, naturalista, etnólogo, explorador alemán.
Cincuenta años después de Georg Wilhelm Steller (1709-1746), visitó las islas Aleutianas entre 1787 a 1790.

## Algunas publicaciones

### Libros
Una edición en inglés de la revista de su expedición se publicó en 1980 bajo el título Siberia and northwestern America, 1788-1792 : the journal of Carl Heinrich Merck, naturalist with Russian scientific expedition led by Captains Joseph Billings and Gavriil Sarychev.
- 2009. Das sibirisch-amerikanische Tagebuch aus den Jahren 1788-1791 (El diario de Siberia-Americana entre 1788-1791). Eds. Dittmar Dahlmann, Anna Friesen, Diana OrdubadiEd. Wallstein. ISBN 3-8353-0545-X

## Literatura
- Erich Donnert. Die Billings-Sarycev-Expedition in den Nordostpazifik 1785–1793 und der Naturforscher Carl Heinrich Merck. En: Europa in der Frühen Neuzeit: Festschrift für Günter Mühlpfordt, vol. 6: Mittel-, Nord- und Osteuropa, Weimar [u.a.] 2002, pp. 1023–1036. ISBN 3-412-14799-0
- Diana Ordubadi. Brennendes Eis, jeden Traum verscheuchende Stürme und merkwürdige Fremde ..... Carl Heinrich Merck und sein Beitrag zur Erforschung des russischen Nordens im Rahmen der Billings-Saryčev-Expedition 1785-1795. En: Heinz Duchhardt (ed.) Russland, der Ferne Osten und die „Deutschen“, Gotinga 2009, pp. 79-96
- Diana Ordubadi. Die Billings-Sarycev-Expedition 1785-1795 im Kontext der wissenschaftlichen Erforschung Sibiriens und des Fernen Ostens, Diss. in Vorbereitung
- Richard A. Pierce. Siberia and Northwestern America, 1788-1792. The Journal of Carl Heinrich Merck, Naturalist with the Russian Scientific Expedition led by Captains Joseph Billings and Gavriil Sarychev, Kingston, Ontario 1980

- La abreviatura «C.Merck» se emplea para indicar a Carl Heinrich Merck como autoridad en la descripción y clasificación científica de los vegetales.[2]